# Каннадзукі
Каннадзукі (яп. 神無月, також Камінадзукі або Камінасідзукі) — традиційне ім'я десятого місяця традиційного японського календаря.
Ім'я можна буквально перекласти як «місяць коли нема богів». В синтоїстській традиції, говорилося що вісім мільйонів богів Японії покидають свої храми та збираються щорічно в Ідзумо Тайся. Тоді як в Ідзумо місяць був знаний за ім'ям Каміарідзукі (神在月), «місяць коли боги присутні».
До 1873 року десятий місяць місячного календаря значною мірою перекривався з сьогочасним місяцем Листопадом. Однак, після прийняття Григоріанського календаря в тому році в Японії жовтень був прийнятий як «місяць без богів».
| Прапор Японії | Це незавершена стаття про Японію. Ви можете допомогти проєкту, виправивши або дописавши її. |